# Zotalemimon malinum
Zotalemimon malinum es una especie de escarabajo longicornio del género Zotalemimon, tribu Desmiphorini, subfamilia Lamiinae. Fue descrita científicamente por Gressitt en 1951.

## Descripción
Mide 9,5-9,8 milímetros de longitud.

## Distribución
Se distribuye por China.